# Бел Сентер (Висконсин)
Бел Сентер (енгл. Bell Center) град је у америчкој савезној држави Висконсин.

## Демографија
По попису из 2010. године број становника је 117, што је 1 (0,9%) становника више него 2000. године.
| Група             | 2000.       | 2010.       |
| Белци             | 115 (99,1%) | 115 (98,3%) |
| Афроамериканци    | 0 (0,0%)    | 1 (0,9%)    |
| Азијати           | 1 (0,9%)    | 0 (0,0%)    |
| Хиспаноамериканци | 0 (0,0%)    | 0 (0,0%)    |
| Укупно            | 116         | 117         |